# Зграда прве српске опсерваторије
Зграда прве српске опсерваторије се налази у Београду, у Булевару ослобођења 8. Због наведених културно-историјских, друштвених и архитектонских вредности Зграда прве српске опсерваторије утврђена за културно добро од великог значаја 1979. године.

## Историјат и изглед
Зграда Метеоролошке опсерваторије саграђена је 1890—1891. године као павиљон са спратом мање површине од приземља, према пројекту архитекте Димитрија Т. Лека, а по скици њеног оснивача и управника, професора Милана Недељковића. Захваљујући његовом залагању, опсерваторија је била опремљена најсавременијим мерним инструментима. Њена изградња временски се поклапа са појавом ове врсте институција у развијенијим земљама Европе.
Интересовање за метеорологију у Србији почело је средином 19. века. Врло је вероватно да је Владимир Јакшић, професор Београдског Лицеја и Велике школе, оснивач статистике, први човек који је у Србији почео да се бави метеорологијом. Након повратка у Београд са школовања у Немачкој и Аустрији, 1847. године он је почео да врши свакодневна метеоролошка истраживања и мерења у Београду.
У својим дневницима метеоролошких осматрања, климатолошким и статистичким радовима Јакшић је оставио драгоцене податке о климатским и хидролошким појавама свога времена. Осамдесетих година 19. века дошло је до оснивања катедре за астрономију и метеорологију на Великој школи. Долазак Милана Недељковића за професора астрономије и метеорологије представља један од најважнијих момената у развоју ове науке у Србији.
„Милан Недељковић као изванредни познавалац тадашњег стања метеорологије у свету и њеног великог значаја, како на пољу научне делатности, тако и у развитку разних грана привредне делатности, развио је неуморну активност на оснивању модерне опсерваторије за метеоролошка и астрономска осматрања и испитивања и на успостављању и одржавању систематских метеоролошких осматрања по целој територији Србије, настављајући тако пионирско дело свога претходника на том пољу Владимира Јакшића.“ Први задатак који је Милан Недељковић сматрао важним је било подизање опсерваторије и метеоролошких стација у Србији. Његовим залагањима Министар просвете, 1887. године одлучио је да се за краљевину Србију подигне провизорна метеоролошка и астрономска опсерваторија у приватној кући на Врачару. У ту сврху је искоришћена кућа Г. Гајзлера на југозападном Врачару, данас у улици Светозара Марковића број 63.
Милан Недељковић је наставио да води живу акцију за подизање сталне опсерваторије Велике школе, па је земљиште за њено подизање добијено од Београдске општине, на највишој тачки на Западном Врачару. Друга важна ствар коју је требало решити након добијања земљишта је било подизање зграде. У том циљу Министарство просвете на Недељковићево залагање је упутило нацрт објекта Министарству грађевина, односно архитектонском одељењу овог министарства које је према њему урадило детаљни план зграде. Зграда је коначно подигнута 1891. године по пројекту архитекте Димитрија Т. Лека.
Изведена у духу романтизма, специјално је пројектована и саграђена за потребе метеоролошких и астрономских осматрања, што је условило и њено особено архитектонско решење. Слободно постављена у простору зграда је замишљена као објекат павиљонског типа, око које је формиран парк. Главна фасада завршава се зупцима који образују атику и ограду терасе, постављене изнад једног дела поткровља, а остале фасаде степенастим забатима. Прозори у приземљу и улазна врата су лучно завршени. Декорацију фасада чине оквири прозора и испупчене хоризонталне траке на зидовима.
Конзерваторско-рестаураторски радови завршени су 1987—1988.
Зграда метеоролошке опсерваторије је подигнута готово у исто време када и у развијеним земљама Европе. У време подизања представљала је прву наменски подигнуту зграду за метеоролошка и астрономска осматрања у Србији.
Метеоролошка опсерваторија оспособљавала је најбоље кадрове у тој области, а као педагошки центар она је заједно са катедром за астрономију и метеорологију на Великој школи, дала низ признатих и познатих стручњака. Историјски значај овог објекта је вишеструк. Пре свега метеоролошка опсерваторија репрезентује домете друштва свога времена. Гледано у целини, зграда представља успело ауторско, архитектонско остварење Димитрија Т. Лека и значајно остварење српске архитектуре.